# Masayoshi Takanaka
Masayoshi Takanaka (高中 正義, Takanaka Masayoshi) (Shinagawa, Tóquio, 25 de Março de 1953) é um guitarrista japonês, a quem é creditado a popularização do gênero musical City pop nas décadas de 1970 e 1980. Takanaka é conhecido por suas guitarras chamativas, incluindo uma Fender Stratocaster dourada. Ele também tem uma guitarra Yamaha SG "blue lagoon" marca registrada que ele toca durante as apresentações ao vivo.
Sua música "Blue Lagoon" foi ranqueada como a 14ª melhor canção instrumental de guitarra pela revista Young Guitar Magazine em 2019.
Sua canção "Penguin Dancer", de 1981, foi sampleada pela artista Grimes na música "Butterfly", em 2015.

## Carreira
Takanaka começou sua carreira profissional em 1971 tocando guitarra e baixo na banda de rock progressivo Flied Egg.
Em 1972, ele se juntou à Sadistic Mika Band. A banda se fragmentou após o divórcio de dois de seus principais membros e, em 1976, Takanaka lançou seu primeiro álbum solo, Seychelles. Ao longo dos anos 70 e 80, Takanaka continuou sua produção, lançando mais de vinte álbuns e singles pela Kitty Records até 1984 e pela EMI de 1985 a 2000. Em 2000, ele formou sua própria gravadora, Lagoon Records.

## Discografia
Álbuns de Estúdio
- 1976 - Seychelles
- 1977 - An Insatiable High
- 1977 - Takanaka
- 1978 - On Guitar
- 1978 - Brasilian Skies
- 1979 - Jolly Jive
- 1979 - All of me
- 1980 - Finger Dancin
- 1980 - T-Wave
- 1981 - Alone
- 1981 - The Rainbow Goblins
- 1982 - Ocean Breeze
- 1982 - Saudade
- 1983 - Can I Sing?
- 1984 - 夏・全・開 (Open All Summer)
- 1985 - Traumatic
- 1986 - Jungle Jane
- 1987 - Sweet Noiz Magic
- 1987 - Rendez-Vous
- 1988 - Hot Pepper
- 1989 - Gaps!
- 1990 - Nail the Pocket
- 1993 - Aquaplanet
- 1993 - The Lover
- 1994 - Wood Chopper's Ball
- 1995 - Masayoshi Takanaka featuring Pauline Wilson - Covers
- 1996 - Guitar Wonder
- 1997 - The White Goblin
- 1998 - Bahama
- 1999 - Walkin'

Coletâneas
- 1984 - Takanaka's Cocktail
- 1988 - Selection20

Ao Vivo
- 1980 - Super Takanaka Live!
- 1986 - Rainbow Goblins Story / Live At Budokan
- 1986 - Jungle Jane Tour Live
- 1991 - One Night Gig
- 1997 - 虹伝説II Live At Budokan 過去へのタイムマシン
- 2001 - The Man With The Guitar-Recorded At Liveteria-
- 2014 - Super Studio Live!